# Orebić
Orebić (olaszul: Sabbioncello) falu és község Horvátországban, Dubrovnik-Neretva megyében.

## Fekvése
Makarskától légvonalban 37 km-re délkeletre, Dubrovnik városától légvonalban 83, közúton 111 km-re északnyugatra, a Pelješac-félsziget délnyugati részén, Korčula szigetének keleti végével egy vonalban, a Sveti Ilija-hegy alatt fekszik. A vele átellenben a Pelješi-csatorna túloldalán fekvő Korčula városával kompjárat köti össze.

## A község települései
Közigazgatásilag Orebić településen kívül Donja Banda, Kućište, Kuna Pelješka, Lovište, Nakovanj, Oskorušno, Pijavičino, Podgorje, Podobuče, Potomje, Stankovići, Trstenik és Viganj települések tartoznak hozzá.

## Története
A település nevét az Orebić családról kapta, mely 1584-ben települt ide Bakar környékéről, majd ezt követően mint tengermelléki kapitányok jelentős szerepet játszottak a település történetében. A család utolsó tagja Fedorka Orebić, férjezett nevén Mafatti 2003. április 28-án hunyt el az olaszországi Roveretto városában. A település eredeti neve Trstenica volt, mely nevet ma egy patak, az orebići főtér és a labdarúgó stadion is viseli.
A község területén élő első ismert nép az illírek voltak, akik az i. e. 2. évezredben jelennek meg. A magaslatokon épített erődített településeken éltek. Településeik maradványai megtalálhatók a Pelješac-félsziget több pontján, így a község területén Donja Banda, Pijavičino, Stanković, Čelinjak, Kotorac, Čućin, Lovište és Nakovanj határában. Az illírek halottaikat kőből rakott halomsírokba temették, melyek általában szintén magaslatokon épültek. Orebić község területén is számos ilyen halomsír található, a legtöbb halomsír Oskorušno, Nakovanj és Lovište határában van. Az illírek i. e. 30-ig uralták a térséget, amikor Octavianus hadai végső győzelmet arattak felettük. A római légionáriusok a sziget több pontján letelepedtek magukkal hozva kultúrájukat, életmódjukat, szokásaikat. 
A római villagazdaságokban nagy mennyiségű gabonát, olívaolajat, bort, sózott halat és más élelmiszert állítottak elő, melyekkel élénk kereskedelmet folytattak. Ezek a tágas, kényelmesen berendezett épületek központi fűtéssel, díszes mozaikpadlóval, luxustárgyakkal rendelkeztek. Római villagazdaságok maradványai találhatók Trstenicán a strand felett és Zamošćén a kemping feletti útkanyarulatban. A pelješac-korculai térség fennmaradt szakrális emlékei alapján a kereszténység a 3. és a 6. század között terjedt itt el. A korai kereszténység fennmaradt emlékei a karmeni ókeresztény szarkofág és az a márvány kereszt, amely az Angyali Üdvözlet templom előcsarnokában található.
A 7. század-ban érkező szlávok, a mai horvátok ősei a 10. századra már áttértek a kereszténységre. I. Tomiszláv horvát király 925-ben Splitre már egyházi zsinatot hívott össze. Ebben az időszakban épültek Viganj és Trstenica területén a Szent György, a Szent Vid és a Szent Illés templomok. A 14. századra területe a Raguzai Köztársaság része lett, mely 1333-ban vásárolta meg a Pelješac-félszigettel együtt Kotromanić II. István bosnyák bántól. A köztársaság közigazgatási felosztása során Trstenica a trstenicai kapitányság székhelye, melynek kapitányát a raguzai nagytanács nevezte ki féléves, vagy egy éves időtartamra. Kapitányát Nicolo Zavernigot 1345-ben említik. A 14. és 15. században a Trstenicához tartozó települések között említik Zukovacot, Viganjt, Nakovanjt és Lovištét. Később újabb települések fejlődtek ki a kapitányság területén: Kućište, Podgorje, Karmen, Stankovići és Mokalo, melyek mind rendelkeztek saját templommal. A mai Orebić helyén kezdetben csak jól körülzárt kastélyok voltak, melyek az építtető család nevét viselték. Az állandó kalóztámadások miatt ugyanis a tengerparton nem alakulhatott ki emberi település. 
Az Orebić család 1584-ben települt ide Bakar környékéről és felépítette saját kastélyát, mely körül a 16. században kis falu keletkezett. A Segítő Szűzanya tiszteletére szentelt plébániáját a 16. században alapították, területét a podgorjei plébánia területéből választották le. 1638-ban a plébániát a Kármelhegyi Boldogasszonyról nevezték el, központját pedig Karmenre helyezték. Központja csak 1855-ben került vissza Orebićre a Szent István templomba. Az 1625 és 1628 között Ambrosio Gozza stoni püspök által végzett egyházlátogatás során a települést olasz nevén Sabiuncellonak nevezik. Ekkor a településnek már 230 háza volt. A 18. századtól még inkább felgyorsult a fejlődés. Felépültek az első tengerparti villák, melyek első ízben adtak városias külsőt a településnek. Ezután Podgorje területéről újabb lakosság települt be. 1761-ben először Viganj lett önálló település, majd Lovište és Nakovanj is kivált Orebićból, Kućište pedig 1852-ben lett önálló.
Orebić 1806-ban a Raguzai Köztársaságot legyőző franciák uralma alá került, de Napóleon bukása után 1815-ben a berlini kongresszus a Habsburgoknak ítélte. Az orebići hajók már a raguzai uralom idején fontos részei voltak a kereskedelmi flottának. A hajótulajdonos családok már ekkor kezdtek közösségbe tömörülni. Fejlődésük és gazdagodásuk az osztrák uralom idején is folytatódott egészen a 19. század második feléig. 1865-ben a hajóépítésre és a hajózási tevékenységre részvénytársaságot alapítottak, majd 1875-ben megteremtették az orebići hajóépítő részvénytársaság alapításának tárgyi feltételeit. A hajóépítő üzemet maga a császár nyitotta meg. Az üzem főként hajójavításra szakosodott, de működésének 13 éve alatt három nagyobb vitorlás hajó is épült itt. 1884-ben felépült az új plébániatemplom. Amikor a 19. század végén I. Ferenc József császár meglátogatta a Pelješac-félszigetet dicsérte Orebić gazdagságát, fényét és szépségét megjegyezve, hogy nincs hozzá hasonló a birodalmában. A településnek 1857-ben 577, 1910-ben 520 lakosa volt.
1918-ban az új szerb-horvát-szlovén állam, majd később Jugoszlávia része lett. A második világháború idején a Független Horvát Államhoz tartozott. A háború után a szocialista Jugoszlávia része lett. 2011-ben a településnek 1979 lakosa volt, akik főként a halászatból és a turizmusból éltek.

## Népesség
| Lakosság változása | Lakosság változása | Lakosság változása | Lakosság változása | Lakosság változása | Lakosság változása | Lakosság változása | Lakosság változása | Lakosság változása | Lakosság változása | Lakosság változása | Lakosság változása | Lakosság változása | Lakosság változása | Lakosság változása | Lakosság változása |
| ------------------ | ------------------ | ------------------ | ------------------ | ------------------ | ------------------ | ------------------ | ------------------ | ------------------ | ------------------ | ------------------ | ------------------ | ------------------ | ------------------ | ------------------ | ------------------ |
| 1857               | 1869               | 1880               | 1890               | 1900               | 1910               | 1921               | 1931               | 1948               | 1953               | 1961               | 1971               | 1981               | 1991               | 2001               | 2011               |
| 577                | 486                | 525                | 565                | 539                | 520                | 622                | 579                | 370                | 587                | 534                | 768                | 1.181              | 1.489              | 1.949              | 1.979              |

## Nevezetességei
- A Keresztények Segítője tiszteletére szentelt plébániatemploma 1884-ben épült a hívek adományaiból. Felszentelését 1884. május 24-én Mate Vodopić püspök végezte. A templomot 2009/2010-ben megújították.
- A mokaloi Szent Jakab templom a 18. században épült.
- A stankovići Szent Antal templom a 18. században épült.
- A vlaštici Szent György templom a 14. században épült, mellette régi temető található.
- A podgorjai Karmeni Boldogasszony templom volt egykor Orebić plébániatemploma, 1638-ban épült.
- A Podgorjai Szent Rókus templom a 17. században épült.
- A žukovaci Szent Lőrinc templomot a 14. században építették.
- Az orebići Angyali Üdvözlet kápolnát 1630-ban építették.
- A Nagyboldogasszony kolostortemplomot 1486-ban építették, felszentelése 1534-ben történt.
- A Pelješac-hegyen 961 méteres magasságban találhatók a Szent Illés templom maradványai. A templomot az 1621-es egyházlátogatás már említi, de mára csak az alapfalai maradtak. A 19. században valószínűleg villámcsapás következtében sérült meg. Később még zarándoklatok alkalmával misét is tartottak benne. A II. világháború idején közelében több német üteg állomásozott, ekkor ismét súlyos károkat szenvedett. A háború után a maradványokat a vandalizmus és a gondatlanság pusztította el. Közelében a hegyi turistaházban található Szent Illés 17. századi lefejezett szobra.
- Orebić területén kívül a hegyen található az Angyalok királynője kolostor[4] a kilátóval, mely a Raguzai Köztársaság idején őrtoronyként szolgált. A kilátóból nagyszerű kilátás nyílik a Pelješac-félsziget és Korčula szigete közötti térségre. A legjelentősebb sziget a térségben Badija, melyen szintén kolostor található. A közelben található két kis falu Bilopolje és Žukovac alig néhány lakossal. Itt nagyméretű 19. századi udvarházak romjait láthatjuk.
- A ferences kolostor arzenálja[5] a kolostortól délre, a tengerparton áll. Téglalap alaprajzú, nyeregtetős épület, mely szabályos sorokba rakott kőtömbökből épült. A nyugati homlokzatot egy széles ajtó tagolja, amely fölött Szűz Máriát a gyermekkel és Assisi Szent Ferencet ábrázoló, négyzet alakú, kőből készült domborművet építettek be a homlokzat oromzatába. Az arzenál a 15. századból származik.
- A településen hét 19. századi kút is található. A neoreneszánsz kút 1880-ban épült, amikor a településen át kiépítették a vízvezetéket. A házak közül néhánynak ma is van ciszternája, víztározója.
- A Fisković-ház[6] a 17. században épült, jelenlegi formája 1836-ból származik, amikor az eredeti, egyemeletes, egyszerű barokk stílusú házat egy emelettel bővítették, és két szimmetrikus részre osztották. A harmonikus elrendezésű ablaknyílások a faragott keretekkel ellátott a késő barokk és a klasszicizmus minden jellegzetességével rendelkeznek. A ház belső kialakítása és berendezése a 19. századból származik, így nemcsak kultúrtörténeti emlékként, hanem néprajzi és művészeti tárgyak gyűjteményeként is kiemelkedik az környezet amelyben a neves művészettörténész és konzervátor, Cvito Fisković élt és dolgozott.

## Gazdaság
- A legfontosabb bevételi forrás a turizmus, mely az 1960-as évek óta fejlődik. Jelentős a település átmenő forgalma is, hiszen innen indulnak a kompjáratok Korčulára.
- Jelentős a mezőgazdaság is, ezen belül a szőlő- és olajbogyó termesztés. A község területén két fontos bortermő terület Dingač és Postup.
- Nagy hagyományai vannak itt a hajózásnak, hajóépítésnek. Orebić a múltban sok tengerész kapitányáról volt híres.

## Kultúra
- Tengerészeti múzeum
- Községi könyvtár
- Galéria
- Az Angyalok királynője kolostor múzeuma

## Oktatás
- Petar Šegedin alapiskola

## Sport
- NK Orebić (alapítva 1920.) labdarúgóklub
- ŽRK Orebić (alapítva 1983.) női kézilabdaklub
- NK Grk Potomje labdarúgóklub
- NK Oskorušno labdarúgóklub

## Híres emberek
- Celestin Medović festőművész
- Cvito Fisković művészettörténész
- Piali pasa horvát származású török admirális
- Jozo Tomašević történész

## Galéria
- A podgorjei kolostor
- Orebić központjának látképe
- A Szent Illés-hegy Orebić felett
- A Karmeni Boldogasszony templom
- A plébániatemplom látképe
- A Keresztények Segítője plébániatemplom
- A községháza épülete
- A kikötő látképe
- A Jadrolinija kompjárata

## Fordítás
Ez a szócikk részben vagy egészben  az   Orebić című horvát Wikipédia-szócikk ezen változatának fordításán alapul.  Az eredeti cikk szerkesztőit annak laptörténete sorolja fel. Ez a jelzés csupán a megfogalmazás eredetét és a szerzői jogokat jelzi, nem szolgál a cikkben szereplő információk forrásmegjelöléseként.